# آشوت ملکونیان (تاریخ‌نگار)
آشوت آقاسو ملکونیان (ارمنی: Աշոտ Աղասու Մելքոնյան؛ زادهٔ ۱۶ فوریهٔ ۱۹۶۱) تاریخ‌نگار اهل ارمنستان است.

## زندگی‌نامه
وی در ۱۶ فوریه ۱۹۶۱ در آخالکالاک به دنیا آمد و از دانشگاه دولتی ایروان فارغ‌التحصیل گشت. وی عضو فرهنگستان ملی علوم ارمنستان می‌باشد. وی برنده جوایزی همچون مدال گارگین نژده و مدال موسس خورناتسی است.